# Ecobatímetro

Esquema de um ecobatímetro em funcionamento.

Os instrumentos usados para medir a profundidade dos oceanos são os ecobatímetros. Esses dispositivos têm uma fonte de sinais acústicos e um relógio interno que mede o tempo entre a emissão do sinal e o retorno do eco ao sensor. Após isso, a profundidade do oceano na área em questão é determinada com base nessa medida de tempo.
Além das regiões oceânicas os ecobatímetros podem ser utilizados para caracterizar o fundo e a composição de estuários, baías e zonas costeiras, principalmente para o monitoramento desses ambientes e para contribuir com as atividades econômicas realizadas nessas áreas.

## Fórmula
Para se determinar a profundidade deve-se utilizar a equação:
P=(V h2o*Δt) /2
- P é a profundidade calculada.

- Vh2o	representa a velocidade do som na água, que é aproximadamente 1500	metros por segundo (m/s).

- Δt é o intervalo de tempo medido	entre a emissão e a recepção do sinal acústico.

A fórmula é baseada em uma teoria fundamental da acústica submarina. O estudo da acústica submarina estuda a propagação do som na água e como as ondas sonoras interagem com o meio aquático. Ao passar por pequenas oscilações nas partículas do meio, as ondas sonoras são consideradas ondas mecânicas.
Os processos de compressão e descompressão das partículas no meio resultam na propagação do som. A elasticidade do meio em que as ondas sonoras se propagam determina sua velocidade. A velocidade e o alcance da propagação da onda sonora são maiores na água porque o ar é um meio mais rígido.
Segundo a formula, quando um sinal acústico é emitido na água, ele se espalha até chegar ao fundo (ou outro objeto) e depois volta como um eco. Multiplicando a velocidade do som na água pela metade do tempo total decorrido, pode-se calcular a distância percorrida pelo som de ida e volta.

## Transporte e instrumentação
O uso de ecobatímetros geralmente está associado ao transporte por embarcações, como barcos motorizados, que permitem o levantamento batimétrico em áreas extensas. No entanto, alternativas têm sido empregadas em contextos específicos. Um exemplo é a utilização de um ecobatímetro portátil a bordo de um caiaque. Essa abordagem amplia as possibilidades de aplicação do ecobatímetro, mas como mostram estudos é necessário considerar fatores que influenciam na leitura dos dados, como a condição do mar e detalhes pertinentes ao tipo de transporte.

## Aplicações por faixa de frequência
Os ecobatímetros são dispositivos importantes para a compreensão do leito oceânico, e a exploração submarina é uma área importante da pesquisa oceanográfica. Estes instrumentos emitem feixes acústicos com um ângulo de abertura de aproximadamente 4 graus, comumente equipados com transdutores fixados ao casco das embarcações.
O transdutor é um componente importante dos ecobatímetros. Ele é um dispositivo que pode fazer várias coisas, sendo tanto um emissor quanto um receptor de sinal acústico. O transdutor emite pulsos de ondas sonoras para o fundo do oceano quando está fixado no casco da embarcação. O transdutor então converte os pulsos ecos que interagem com o leito oceânico em informações úteis. Isso permite a determinação das profundidades submarinas. 
A eficiência desses ecobatímetros está diretamente ligada à frequência dos sinais acústicos que eles produzem. Dispositivos de alta resolução são notáveis por sua precisão, operando a 210 kHz, mas têm limitações em locais costeiros com profundidade máxima de aproximadamente 130 metros.
A necessidade de ecobatímetros com frequências mais baixas aumenta à medida que a sondagem em áreas mais profundas se torna necessária. Por exemplo, equipamentos que operam na banda de 18 kHz podem sondar profundidades impressionantes de cerca de 5000 metros, ampliando o alcance das operações de exploração submarina.

## Corrigindo erros nas medições de profundidade
Como as mudanças de temperatura e salinidade são geralmente moderadas em águas rasas até 150 metros de profundidade, as variações locais na velocidade do som na água do mar não são um fator preocupante. Excessos ocorrem em locais próximos à foz de rios, onde o volume de água doce pode afetar a velocidade do som.
Em áreas mais profundas, a complexidade aumenta e as medições de profundidade podem ser feitas com erros significativos devido à estratificação da água em termos de salinidade e temperatura. É recomendável, neste cenário, realizar uma perfilagem minuciosa da temperatura e da salinidade da coluna d'água antes do início do levantamento.

## Importância da calibração nos levantamentos de águas rasas
A calibragem do equipamento é importante tanto antes quanto após o início das operações de levantamento em águas rasas. Uma placa metálica, presa a uma corda calibrada abaixo do transdutor, deve descer controladamente durante esse processo. Para calcular com precisão as profundidades durante essa descida, o operador faz ajustes internos no equipamento, principalmente em relação à velocidade do som.

## Procedimentos e considerações para mapeamento detalhado
Para criar mapas batimétricos abrangentes, é necessário contornar e plotar todas as profundidades medidas pelos ecobatímetros. Este processo é semelhante à criação de mapas topográficos. A interpolação das profundidades é necessária para obter uma visão mais detalhada da estrutura submarina em locais com relevos mais acentuados, como corais, arenitos de praia e escarpamentos rochosos.
Os sistemas digitais atuais registram as profundidades e os dados de posicionamento da embarcação, o que facilita a criação de mapas batimétricos e fornece um acompanhamento da batimetria da área sondada em tempo real.
Ao realizar pesquisas em áreas costeiras onde as variações de maré são significativas, é importante fazer ajustes para o nível médio do mar. Por outro lado, essas correções são frequentemente ignoradas em áreas de oceano profundo onde as variações de maré são pequenas. 